# Siège de Paris (978)
Pour les articles homonymes, voir Siège de Paris.
Le siège de Paris qui eut lieu en 978 opposa Otton II du Saint-Empire à Lothaire de France et Hugues Capet.

## Historique
En représailles de l'attaque de Lothaire de France sur Aix-la-Chapelle, Otton II du Saint-Empire rassemble une armée de 60 000 hommes, « armée, écrira un chroniqueur, telle qu'aucun homme de ce temps n'en avait vu auparavant et n'en a vu depuis de semblable. » avec laquelle il envahit le Nord de la Francie en octobre 978, en se dirigeant sur Paris, pillant, au passage, le pays rémois, le Laonnois, le Soissonnais, le palais et la future abbaye Saint-Corneille de Compiègne. 
Otton II du Saint-Empire arrive ainsi jusqu'à Montmartre, avec une armée de 60 000 hommes , où il établit son camp, afin d'assiéger Paris, défendu par le comte Hugues.
Si les historiens, indiquent que l'empereur Otton vint frapper de sa lance une des portes de Paris, qu'il incendia le faubourg méridional et menaça de brûler Paris, les historiens divergent sur la suite des événements.
- Certains pensent que l'empereur du Saint-Empire germanique aurait levé rapidement le siège, en apprenant que Lothaire arrivait en renfort avec une puissante armée[2].
- D'autres, qu'à la suite des nombreux échecs qu'il subit, aussi bien en défense qu'en attaque, durant le siège[3], il aurait levé ce dernier. En effet, durant ce siège, des troupes allemandes auraient été mises en déroute et le neveu de l'Empereur aurait été tué. En outre, Lothaire arrivait avec des renforts venant principalement des régions d'Anjou et de Bourgogne.
- Du fait d’épidémies qui se propagent parmi ses troupes, l'empereur doit se résoudre, en décembre, à ordonner la retraite.

Le siège fut levé le 30 novembre 978 et après avoir stationné trois jours dans le froid, durant des négociations, l'armée germanique commence sa retraite pour rejoindre ses terres. Son arrière-garde, qui transporte un énorme butin, est attaquée à Soissons lors du franchissement de l'Aisne (affluent de l'Oise) par la cavalerie franque au début du mois de décembre 978.
La suite de la retraite fut désastreuse pour Otton II. Après avoir traversé l'Aisne, les troupes d'Otton, pourchassées par l'armée franque, s'enfuirent à travers l'Argonne et les Ardennes, où une bataille aurait eu lieu contre les Angevins du duc Geoffroy d'Anjou, qui auraient anéanti une partie de l'armée d'Otton.
Après cette bataille, les Francs auraient continué à traquer les Allemands et Otton serait revenu à Aix-la-Chapelle avec moins d'un sixième de son armée.